# ۲۷ عقاب
۲۷ عقاب یک ستاره است که در صورت فلکی عقاب قرار دارد.